# Euchaetes densa
Euchaetes densa är en fjärilsart som beskrevs av Dyar 1921. Euchaetes densa ingår i släktet Euchaetes och familjen björnspinnare. Inga underarter finns listade i Catalogue of Life.